# Ricardo de Madrazo
Ricardo Federico de Madrazo y Garreta (n. 7 februarie 1852, Madrid, Noua Castilie⁠(d), Spania – d. 18 august 1917, Madrid, Noua Castilie⁠(d), Spania) a fost un pictor spaniol din familia de artiști Madrazo, cunoscut mai ales pentru lucrările sale orientaliste. A fost, de asemenea, cumnatul marelui orientalist spaniol, Mariano Fortuny, care va avea o influență majoră atât asupra vieții, cât și asupra operei sale.

## Biografie
Ricardo Frederico de Madrazo y Garretta s-a născut la Madrid  într-o familie de artiști cu origini nobile. Bunicul său a fost José de Madrazo⁠(d), pictor și fost director al Muzeului Prado; tatăl său a fost Federico de Madrazo, de asemenea pictor; unchii săi au fost Luis de Madrazo, pictor, Pedro de Madrazo⁠(d), critic de artă și Juan de Madrazo, arhitect; fratele său, Raimundo de Madrazo y Garreta, a fost, de asemenea, pictor. Bunicul său matern a fost Tadeusz Kuntze⁠(d), un pictor polonez. Familia Madrazo a fost descrisă ca fiind una dintre cele mai importante dinastii din pictură, care a dominat literalmente pictura din secolul al XIX-lea în Spania.
El și fratele său, Raimundo, au studiat inițial arta cu tatăl lor. Mai târziu a urmat studii la Real Academia de Bellas Artes din San Fernando cu Joaquim Espalter și cu sculptorii Ricardo Bellver⁠(d) și Ponciano Ponzano⁠(d).
În 1866, s-a împrietenit cu Marià Fortuny, care va avea o influență majoră asupra artei și vieții sale. În anul următor, Fortuny s-a căsătorit cu sora sa, Cecilia de Madrazo⁠(d). A însoțit familia Fortuny la Toledo, apoi a mers cu acesta la Roma, unde a studiat la Accademia Chiggi. Mai târziu, el și fratele său Raimundo vor lucra în studioul lui Fortuny.

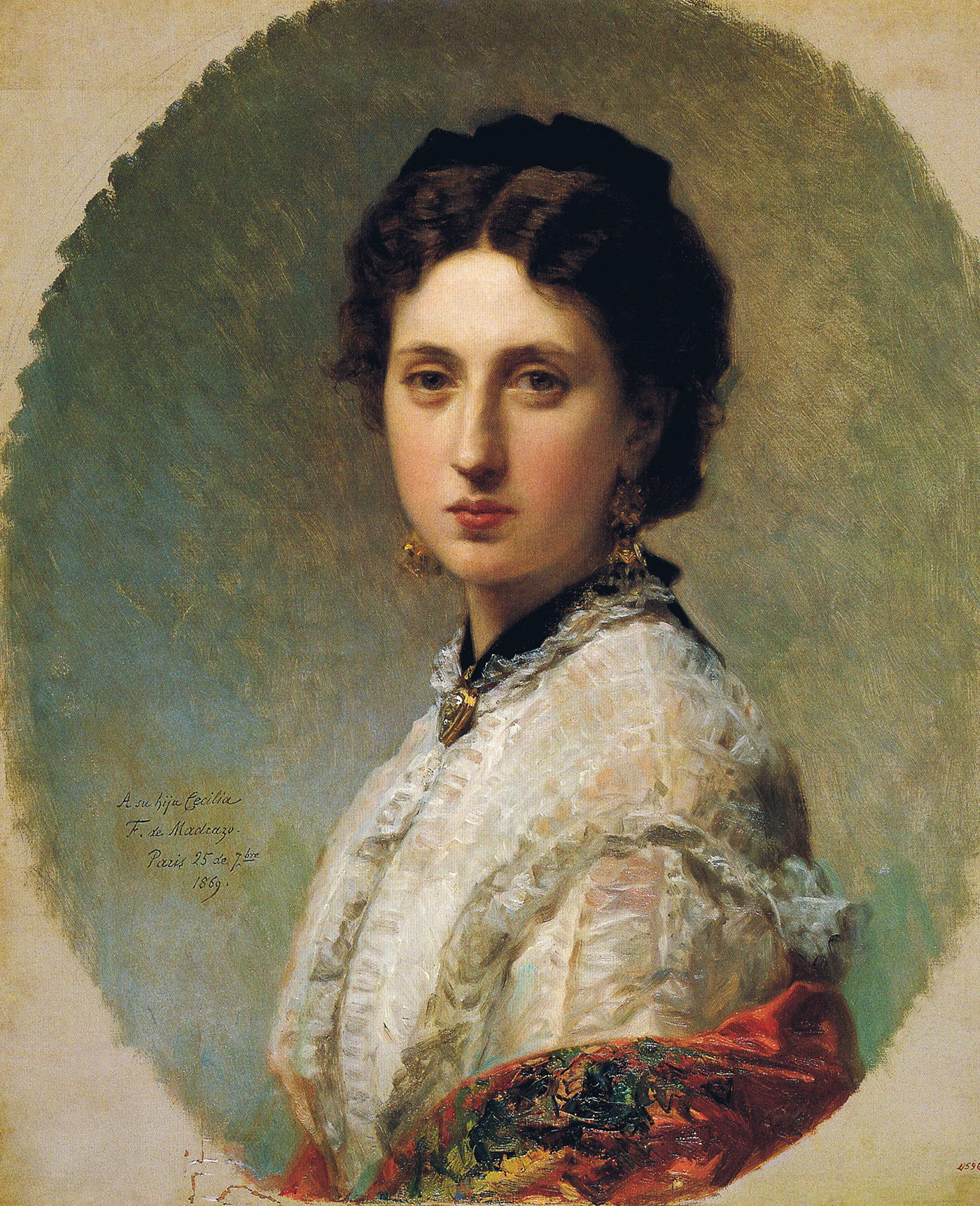
Cecilia de Madrazo, pictură de Frederico de Madrazo, 1869. Sora lui Ricardo, Cecilia s-a căsătorit cu prietenul lui Ricardo, marea pictoriță spaniolă, Maria Fortuny

De Madrazo l-a însoțit din nou pe Fortuny și familia sa când s-au mutat la Paris și și-a petrecut timpul copiind lucrări la Luvru și la Musée du Luxembourg⁠(d). În timpul războiului franco-prusac, el și Raimundo s-au întors în Spania, stabilindu-se la Granada. Mai târziu, a călătorit în Maroc cu Fortuny și Josep Tapiró, apoi s-a întors la Roma. A călătorit din nou în Maroc după moartea prematură a lui Fortuny în 1874. După moartea lui Fortuny, de Madrazo s-a ocupat de studioul acestuia, catalogându-i lucrările și organizând o licitație la Hôtel Drouot din Paris. Între timp, sora lui, Cecilia, și-a dedicat restul vieții păstrării memoriei soțului ei.
După moartea lui Fortuny, de Madrazo s-a plimbat între Paris, Madrid și Tanger; a locuit la Veneția pentru o scurtă perioadă de timp, căsătorindu-se în 1884 și stabilindu-se în cele din urmă la Madrid în 1885, de aici făcând excursii anuale la Paris și Veneția. Odată stabilit la Madrid, a început să se concentreze pe portrete, care erau o specialitate a familiei Madrazo. Printre cei care l-au vizitat la studioul său s-au numărat regina Maria Cristina, filantropul Archer Milton Huntington, colecționarul de artă francez Paul Durand-Ruel⁠(d) și președintele William Taft. A devenit un consilier căutat datorită cunoștințelor sale despre arta antică.

## Operă
Cele mai cunoscute lucrări ale sale includ:
- Maroquíes (Marocani)
- Turistas y Mendigos (Turiști și cerșetori)
- Un Mercado de Fez (O piață din Fez)
- Alto en una Caravana árabe (Oprire pentru o caravana arabă)
- Atelier de Fortuny (Studioul lui Maria Fortuny din Roma), 1874 (aflat acum la Muzeul Național de Artă din Catalunya)
- Resto de la Caravana Árabe (Odihnă pentru o caravana arabă), 1880
- Un Árabe de Sud (Un maur din sud), 1881

## Selecție de picturi

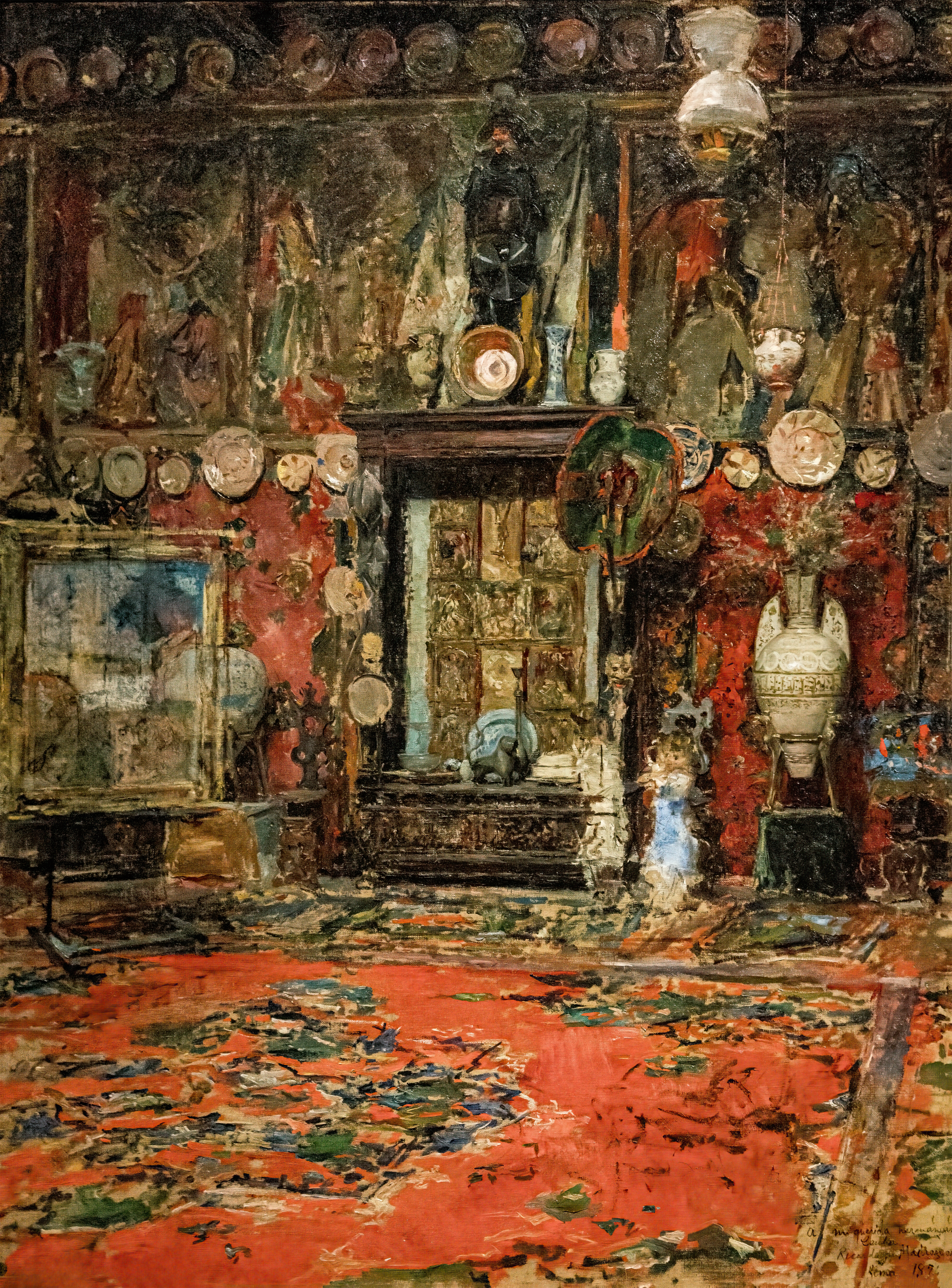
Atelierul lui Marià Fortuny, 1874
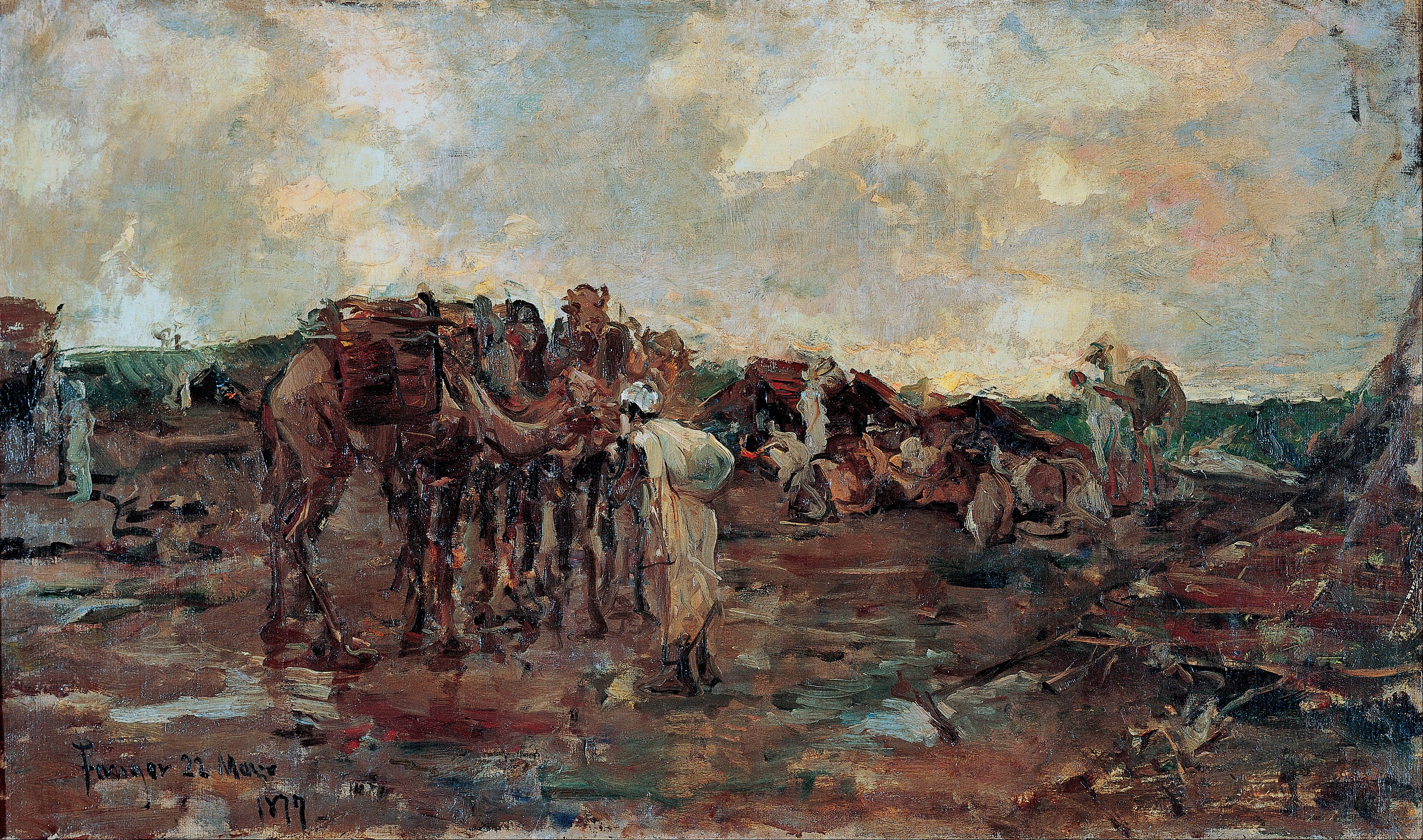
Oprire de odihnă pentru o caravana arabă, 1877
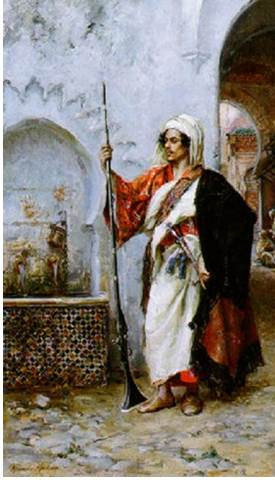
Războinic arab lângă fântână, 1878
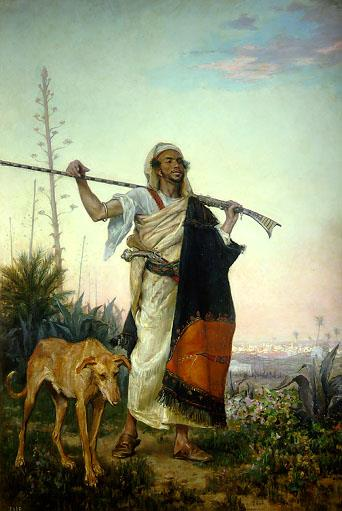
Maur din sud, 1881
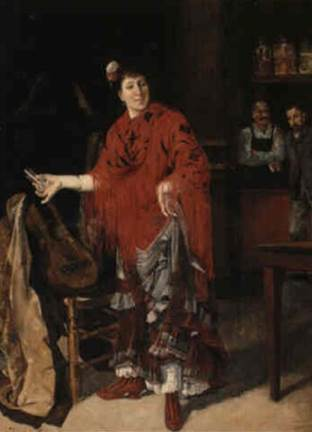
Cantăreața, 1901
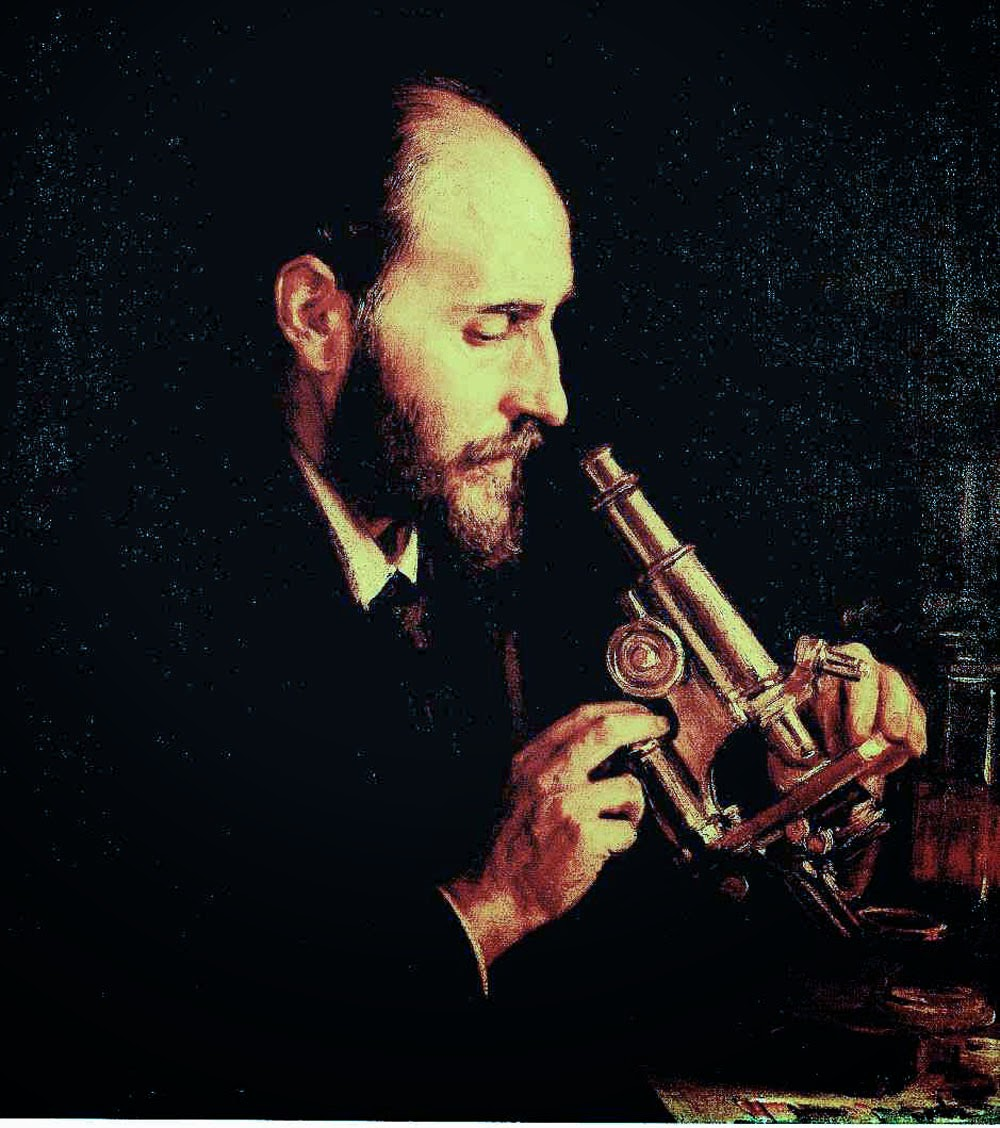
Portretul lui Santiago Ramón y Cajal, 1910